# 太田代官所
太田代官所（おおただいかんしょ）は岐阜県美濃加茂市太田町（美濃国加茂郡の中山道太田村光徳）にあった尾張藩の美濃国中部・東部の直轄領支配のための代官所。

## 概要
尾張藩は、天明元年(1781年)に佐屋代官所、北方代官所、水野代官所を設置し、天明2年(1782年)4月には鳴海代官所、小牧代官所、鵜多須代官所、円城寺代官所とともに太田代官所を設置した。
中山道と木曽川が交わる太田宿には中山道三大難所の一つである「太田の渡し」があり、飛騨街道や郡上街道の分岐点で交通の要衝であるため、美濃国の中部と東部の直轄領の蔵入地・給地を支配・管轄するのが太田に設置した理由であった。
その支配領域は、中山道の鵜沼宿、太田宿、伏見宿、御嵩宿、細久手宿、大湫宿、大井宿、中津川宿、落合宿の9つの宿場の他、加茂郡、武儀郡、可児郡、土岐郡、恵那郡、各務郡内の尾張藩の直轄地130か村　惣高56,300余石、内蔵入地37,690石、給地18,690余石で、尾張藩家臣の山村氏や可児郡久々利村在住の千村氏等の木曾衆の美濃国内の知行地の年貢については関与していなかった。
寛政2～4年(1790～1792年)の太田代官所下役人構成及び人員は、代官(石高75俵)、手代4名、手代並2名、足軽3名、小使12名、足軽は同心と同5年に改められた(徳川林政史研究所紀要)。
代官所の敷地内には、代官をはじめ手代、同心の住む屋敷も作られ、その附近には代官所へ出頭する領民の食事や宿泊のための郷宿も設備された。
寛政6年(1794年)さらに領内管理担当の国奉行と財務担当の勘定奉行を統合して、地方勘定奉行として機構の簡素化を図った。なお幕末には坪内逍遙の父の平右衛門が役人として勤めていた。

## 所在地
- 岐阜県美濃加茂市太田本町5丁目

## 交通機関

### 鉄道
- JR東海　高山本線・太多線美濃太田駅より徒歩10分

## 関連リンク
- 尾張藩太田代官所